# Noboru Shimura
Noboru Shimura (志村謄?, Shimura Noboru; Kawagoe, 11 marzo 1993) è un calciatore giapponese, difensore del Port.

## Carriera
Ha giocato nella massima serie dei campionati montenegrino e serbo.